# Michael Spindler
Michael Spindler, 
(22 de diciembre de 1942 - 5 de septiembre de 2016) apodado "el Diesel" debido a su ética de trabajo,  fue presidente y consejero delegado de Apple desde 1993 a 1996. Desde 1985 hasta su muerte en 2016, Spindler vivió entre París , Francia y San Francisco , California , Estados Unidos con su esposa Maryse y sus tres hijos Karen, Laurie y John.
Se unió a Apple en 1980, se levantó a través de las filas en las operaciones europeas de Apple como presidente de Apple Europa y fue elegido para ocupar el cargo de CEO por John Sculley cuando fue derrocado por la junta directiva de Apple en junio de 1993. Spindler presidió varios proyectos exitosos, como la introducción de los procesadores PowerPC, así como algunos fallos importantes, entre ellas la de Newton y el sistema operativo Copland. También participó en las discusiones públicas de adquisición con IBM, Sun Microsystems y Philips, pero cuando estas no llegaron a ninguna parte, fue a su vez reemplazado por Gil Amelio, el 2 de febrero de 1996.
| Predecesor: John Sculley | CEO de Apple 1993 - 1996 | Sucesor: Gil Amelio |

- Datos: Q64088